# Slikkendam
Slikkendam (52° 09′ N, 4° 51′ L) is a hamlet in the dos Países Baixos, na província de Holanda do Sul. Slikkendam pertence ao município de Nieuwkoop, e está situada a 8 km, a norte de Woerden.